# Parafia św. Anny w Lubartowie
Parafia św.  Anny w Lubartowie – parafia rzymskokatolicka w Lubartowie.

## Proboszczowie
- 1536 Valentynis in Lucka
- 1549 ks. Jan
- 1567 ks. Leonard Grodziecki
- 1627 ks. Samuel Ratkowski
- 1631 ks. Tomasz Ciecierski
- 1633 ks. Graniewski
- 1640 ks. Stefan Szuszyński
- 1663 ks. Andrzej Radoszkiewicz
- ks. Aleksander Gmerkiewicz
- 1672 ks. Franciszek Rybicki
- 1674 ks. Stanisław Podhorodeński
- 1681 ks. Andrzej Święcicki
- 1684 ks. Mateusz Graniewski
- 1692 ks. Gaspary Łazański
- 1698 ks. Michał Hryniewiecki
- 1715 ks. Hieronim Duka
- 1724 ks. Bazyli Nowakiewicz
- 1726 ks. Truszkiewicz
- 1732 ks. Bartłomiej Nowakiewicz
- 1761 ks. Paweł Zielenkowski
- 1782 ks. Piotr Wilczyński
- 1822 ks. Marcin Olecki
- 1824 ks. Franciszek Rawa
- 1827 ks. Maciej Dąbrowski
- 1856 ks. Jan Skulimowski
- 1872 ks. Antoni Kazanowski
- 1881 ks. Michał Dąbrowski
- 1884 ks. Ignacy Mech
- 1894 ks. Ludwik Mech
- 1910 ks. Zenon Kwiek
- 1914 ks. Antoni Mechowski
- 1917 ks. Antoni Komorowski
- 1919 ks. Ryszard Słabczyński
- 1920 ks. Franciszek Bramski
- 1928 ks. Józef Dąbrowski
- 1931 ks. Michał Zawisza
- 1933 ks. Walenty Goliński
- 1947 ks. Infułat Walenty Ligaj
- 1976 ks. Eugeniusz Sośler
- 1981 ks. prałat Andrzej Tokarzewski
- 2006 ks. Andrzej Majchrzak
- 2016 ks. kan. Andrzej Juźko

## Zasięg parafii
Do parafii należą wierni z następujących miejscowości: Chlewiska, Klementynów, Lubartów, Nowodwór, Pałecznica-Kolonia, Pałecznica i Szczekarków